# Semion Grossu
Semion Grossu (ros. Семён Кузьмич Гроссу, Siemion Kuźmicz Grossu; ur. 18 marca 1934 w Satu-Nou k. Saraty) – radziecki polityk, premier Mołdawskiej SRR w latach 1976-1980, I sekretarz KC Komunistycznej Partii Mołdawii w latach 1980-1989.
Pochodził z chłopskiej rodziny mołdawskiej z obwodu odeskiego (obecnie Ukraina), 1959 ukończył Kiszyniowski Instytut Gospodarstwa Rolnego, 1968 został kandydatem nauk ekonomicznych. Od 1959 główny agronom, od 1961 przewodniczący Zarządu Kołchozów Mołdawskiej SRR, od 1967 I sekretarz Komitetu Rejonowego Komunistycznej Partii Mołdawii (KPM) w Criuleni, od 1970 sekretarz KC KPM. Od 1 września 1976 do 31 grudnia 1980 premier Mołdawskiej SRR, od 22 listopada 1980 do 16 listopada 1989 I sekretarz KC KPM. Od listopada 1989 attaché ds. rolniczych przy ambasadzie ZSRR w Meksyku. Deputowany do Rady Najwyższej Mołdawskiej SRR 1966-1970 i 1974-1989 oraz do Rady Najwyższej ZSRR 1989-1991.

## Odznaczenia
- Order Lenina (dwukrotnie)
- Order Rewolucji Październikowej
- Order Czerwonego Sztandaru Pracy (dwukrotnie)
- Order Przyjaźni Narodów